# Макацария, Георгий Александрович
Гео́ргий Алекса́ндрович Макаца́рия (род. 9 мая 1974, Москва, РСФСР, СССР) — австрийский музыкант и актер русско-грузинского происхождения, основатель ска-панк группы Russkaja.

## Биография
Макацария живёт в Вене с 1989 года. В юности он научился играть на фортепиано и на гитаре. Как музыкант работал в группах New Village, Dawn of Decay, Stahlhammer и Soyuz. Он также работал владельцем студии звукозаписи с группой Ohrrausch, среди прочих, у которой в 2000 году был хит «Siegerstraße».
Его проект Russkaja стал известен по всей Австрии благодаря выпуску альбома Kasatchok Superstar и еженедельным выступлениям на ночном шоу Willkommen Österreich, а в мае 2008 года он отправился в тур по Европе. С тех пор было выпущено ещё пять альбомов.